# Javiera Toro
Javiera Paz Toro Ibarra, née le 22 avril 1998 au Chili, est une joueuse internationale chilienne de football occupant le poste de défenseure avec le club d' UDG Tenerife.

## Biographie
Avec l'équipe du Chili féminine, elle participe à la Coupe du monde féminine 2019 organisée en France. Lors de ce mondial, elle joue deux matchs.
Elle participe ensuite aux Jeux olympiques d'été de 2020 de Tokyo. Lors du tournoi olympique, elle ne joue qu'un seul match, contre le Japon.